# 국제 레짐
국제레짐(영어: international regimes)은 일반적으로 국제관계의 특정 쟁역에 있어서 국가들에 의해 합의가 된 명시적 혹은 묵시적인 규칙을 지닌 제도로서 관습을 포함한다. 국제레짐에 대한 정의의 다양한 해석이 존재한다. 때때로 신자유주의 이론을 일컬어 국제레짐 이론이라고 하는 경우가 있는데, 이는 국제레짐 이론이라는 말을 협의의 의미로 사용하는 경우로서 구체적으로 국제레짐이 국제체제의 구조적인 변수와 관계없이 독자성을 지니고 국가의 행위에 영향을 미치는 것을 강조하는 경우이다. 그렇다면 광의의 국제레짐 이론이란, 국제레짐의 독자성의 유무에 상관없이 국제레짐이 어떻게 생성되고 유지, 확대되며 쇠퇴하는가를 설명하려는 모든 종류의 이론들을 통칭하여 부를 때 사용하며 레짐의 국가행동에 대한 독자적인 영향력을 인정하지 않는 현실주의 이론까지도 포함한다.

## 같이 보기
- 헤게모니
- 국제기구
- 레짐
- 레짐 이론

## 참고 문헌
1. ↑  박재영 《국제정치 패러다임》2009 법문사[쪽 번호 필요]